# Diplodactylus mitchelli
Diplodactylus mitchelli är en ödleart som beskrevs av  Arnold Girard Kluge 1963. Diplodactylus mitchelli ingår i släktet Diplodactylus och familjen geckoödlor. Inga underarter finns listade i Catalogue of Life.